# Bajánsenye
Bajánsenye là một thị trấn thuộc hạt Vas, Hungary. Thị trấn này có diện tích 21,85 km², dân số năm 2010 là 487 người, mật độ 22 người/km².